# حكيم أباد (دشتابي الشرقي)
حکیم أباد (بالفارسية: حکیم‌آباد) هي قرية تقع في إيران في قسم دشتابي الشرقي الريفي. يقدر عدد سكانها بـ 183 نسمة .